# GRATINA2
GRATINA2 KYY10（グラティーナ ツー ケーワイワイ イチゼロ）は、京セラによって開発・製造された、auブランドを展開するKDDIおよび沖縄セルラー電話の第3世代/3.5世代移動通信システム（au 3G(旧・CDMA 1X WIN)）対応音声通話用端末である。

## 概要
既存のベーシック系フィーチャーフォン端末であるGRATINA KYY06のマイナーチェンジモデル。十字キーを含むテンキーボードの形状の変更、およびキーの色の変更、端末本体の寸法の数値の若干の違いのほか、カメラのユーザーインタフェース（UI）やメインメニューなどを改良した点を除けば先代モデルと基本スペックはほぼ同一である。
2016年9月現在の時点において、KCPを搭載した同キャリア向けの3Gサービス専用フィーチャーフォンとしては最後に新規開発された機種となった。

## 沿革
- 2014年（平成26年）12月21日 - 連邦通信委員会（FCC）を通過[3]。
- 2015年（平成27年）1月19日 - KDDI、および京セラより公式発表。
- 2015年（平成27年）2月6日 - 発売。
- 2016年（平成28年）4月30日 - LISMO Book Storeのサービス終了。ただしダウンロード済みのコンテンツは、サービス終了後も閲覧できる[4]。
- 2018年(平成30年)3月31日 - EZアプリ（B）、およびグローバルパスポートCDMA等の各種サービス終了[5]。
- 2022年（令和4年）3月31日 - 3Gサービスの終了・停波により当端末は利用不可となる[6]。

## 主な機能・対応サービス
| 主な機能・対応サービス                                                                           | 主な機能・対応サービス                                           | 主な機能・対応サービス                                                           | 主な機能・対応サービス                                                  |
| ------------------------------------------------------------------------------------------------ | ---------------------------------------------------------------- | -------------------------------------------------------------------------------- | ----------------------------------------------------------------------- |
| LISMO! (着うた) (着うたフル) (着うたフルプラス) (LISMOビデオクリップ) (LISMO Video) (LISMO Book) | EZケータイアレンジ ティーンズモード                              | バーコードリーダー&メーカー                                                      | PCサイトビューアー                                                      |
| au BOX                                                                                           | ワイヤレスミュージック                                           | au Smart Sports Run & Walk Karada Manager ゴルフ フイットネス カロリーカウンター | EZナビウォーク                                                          |
| EZ助手席ナビ                                                                                     | 安心ナビ                                                         | 災害時ナビ                                                                       | ナカチェン                                                              |
| EZアプリ FullGame! Bluetooth対戦                                                                 | EZアプリ(B)                                                      | オープンアプリプレイヤー                                                         | PCドキュメントビューアー                                                |
| アレンジメニュー                                                                                 | au oneガジェット マルチプレイウィンドウ クイックアクセスメニュー | じぶん銀行アプリ                                                                 | EZ・FM                                                                  |
| EZチャンネル EZチャンネルプラス EZニュースフラッシュ EZニュースEX                                | Bluetooth （ワンセグ音声対応）                                   | Touch Message                                                                    | EZFeliCa                                                                |
| ケータイ de PCメール                                                                             | デコレーションメール                                             | デコレーションアニメ                                                             | au one メール                                                           |
| 緊急地震速報 緊急通報位置通知                                                                    | ワンセグ （録画・再生非対応）                                    | グローバルパスポートCDMA                                                         | WIN HIGH SPEED 赤外線通信 (IrDA) 無線LAN機能 (Wi-Fi WIN) auフェムトセル |

## 注・出典
1. ↑  最厚部は約17.8mm。
2. ↑  対応プロファイルはHFP・DUN・OPPのみ
3. ↑  JOYKYY10 - FCC 2014年12月21日。
4. ↑  電子書籍サービス「LISMO Book Store」の提供終了について KDDI 2015年11月6日
5. ↑  3G ケータイ向けアプリサービス「EZアプリ」の配信、および一部サービスの終了について - KDDI 2016年4月28日。
6. ↑  「CDMA 1X WIN」サービスの終了について - KDDI 2018年11月16日